# Nermin Denizci
Nermin Denizci (* 13. November 1955 in Istanbul) ist eine türkische Schauspielerin.

## Leben und Karriere
Denizci wurde am 13. November 1955 in Istanbul geboren. Sie ist Tochter der Schauspielerin Hikmet Gül. Ihr Debüt gab sie 1965 in dem Film Aramızdaki Düşman. Bekannt war sie vor allem für ihre Rollen in Filmen wie Siyah Gelinlik, Şaşkın Milyoner, Atla Gel Şaban und Çapkın Baba. Ihren letzten Auftritt hatte sie 1989 in Kınalı Hanzo. Danach zog Denizci sich aus der Schauspielbranche zurück.

## Filmografie (Auswahl)
- 1965: Aramızdaki Düşman
- 1970: Herkesin Sevgilisi
- 1971: Ateş Parçası
- 1971: Hayatım Senindir
- 1971: İki Belalı Adam
- 1971: Kalleşlere Af Yok
- 1971: Mavi Eşarp
- 1972: Para
- 1980: Şaşkın Milyoner
- 1981: Acımasız Dünya
- 1981: Tövbe
- 1985: Şendul Şaban
- 1986: Çapkın Baba
- 1989: Kınalı Hanzo